# Captura de la fragata Saldivar y el bergantín San Antonio
La captura de la fragata Saldivar y el bergantín San Antonio por la escuadra confederada del corsario Juan Blanchet tuvo lugar frente a las costas de Samanco el 29 de noviembre de 1838.

## Los hechos
Tras lograr que la escuadra chilena levantara el bloqueo del Callao y se retirara de la zona, Blanchet tomó la ofensiva y al mando de la corbeta Edmond y la goleta Shanrock zarpó con dirección al norte, donde tras apresar en Supe al bergantín arequipeño el 29 de noviembre, en la tarde ese mismo día mientras navegaba frente a las costas de Samaco divisó a dos transportes chilenos a los cuales dio caza y logró apresar también sin disparar un tiro; se trataba de la fragata Saldivar y el bergantín San Antonio, de 540 y 250 toneladas respectivamente. Ambos buques habían participado activamente en el transporte de tropas en las dos expediciones restauradoras; el 15 de noviembre la fragata Saldivar había desembarcado en el puerto de Huacho a tres compañías de infantería del batallón peruano Huaylas, del ejército restaurador, pero afortunadamente para los restauradores en aquel momento no se encontraban transportando hombres ni municiones. Al no encontrar Blanchet en ellos nada de valor y no disponiendo de hombres suficientes para tripularlos, procedió a evacuar a sus tripulaciones e incendiarlos, quedando ambas naves completamente destruidas. La tripulación de ambos buques, compuesta de 26 hombres quedó prisionera.

## Consecuencias
No contento con esto, volvió Blanchet al norte buscando la oportunidad de sorprender otros buques aislados y el 5 de diciembre en Santa se encontró con las fuerzas de Bynon y Simpson compuestas de la "Libertad", Valparaíso", "Confederación", "Santa Cruz", "Monteagudo" y "Socabaya"; es decir una fuerza abrumadora comparada con la de Blanchet cuyas tripulaciones estaban debilitadas, además, por haber tenido que dotar al "Arequipeño" y custodiar a 63 prisioneros. Hallándose en mar abierta, viraron hacia el Callao y la persecución de los buques chilenos se inició. Como el andar de los barcos confederados era disímil, siendo la más ligera la fragata "Edmond", ésta tuvo varias veces que ponerse en facha y detener el barco para que los demás retomaran sus posiciones de estación en la mar. Tal dificultad originó que los barcos chilenos pudiesen acortar distancias, pero sin lograr poner a los barcos confederados dentro del alcance de su artillería. En la noche los contendores se perdieron de vista, volviendo los chilenos a Santa y los corsarios confederados, escasos de víveres, se dirigieron al Callao.
Finalizada la guerra con la derrota de Santa Cruz y la disolución de la Confederación, el nuevo Gobierno peruano presidido por Agustín Gamarra pagó al de Chile 172000 pesos como reparación por esta pérdida en servicio peruano.